# Rio Todos os Santos
O rio Todos os Santos é um curso de água do estado de Minas Gerais, no Brasil. Corta a cidade de Teófilo Otoni, da qual é o principal manancial do sistema de abastecimento de água.
Seu nome foi dado por Teófilo Ottoni, fundador do município homônimo, que ao desbravar as florestas existentes deparou-se com a nascente de um rio, deu-lhe o nome "Todos os Santos", por este fato ter ocorrido no dia 1º de novembro – Festa de Todos os Santos.
Sua extensão é de 70 Km desde sua nascente em Valão Distrito de Poté na serra denominada “Barrinha de Todos os Santos”, até sua foz no rio Mucuri pela margem direita, em Presidente Pena, distrito do município de Carlos Chagas.
É formado por duas nascentes, pela margem esquerda o córrego de Brejaúba e pela margem direita pelo córrego Paiva. Entra no município de Teófilo Otoni pela fazenda do Sr. Luiz Gomes. Dentro do município de Teófilo Otoni, recebe o rio Santo Antônio. A partir daí, desce pelos túneis recebendo os córregos Niágara, São José e Capitólio.
Em fevereiro de 2002, o rio e seus afluentes transbordaram, resultando na morte de treze pessoas, além de prejuízos calculados em 56 milhões de reais. Na década de 2010, o rio sofreu com poluição que geraram o surgimento de grupos e eventos para contribuir com a qualidade da água. Em 2016, as águas ficaram com uma tonalidade diferente e um forte odor, ocasionando a morte de vários peixes.